# Il filo nascosto
Il filo nascosto (Phantom Thread) è un film del 2017 scritto, diretto e co-prodotto da Paul Thomas Anderson.
Ambientato all’interno dell'industria della moda londinese degli anni cinquanta, vede nel cast Daniel Day-Lewis, Lesley Manville e Vicky Krieps. Il film segna l'ultima interpretazione di Day-Lewis, che nel giugno 2017 ha annunciato il suo ritiro dalla recitazione.
Acclamato dalla critica, è spesso citato come uno dei migliori film del decennio 2010-2019. La pellicola ha ottenuto 6 candidature ai Premi Oscar 2018, aggiudicandosi quello per i migliori costumi.

## Trama
Londra, secondo dopoguerra. Il rinomato stilista Reynolds Woodcock domina la scena della moda britannica: dalla sua sartoria passano le migliori clienti dell’aristocrazia e della borghesia europea. Il suo talento nel campo dell'alta moda si accompagna a un carattere maniacale che lo porta a voler tenere sotto controllo ogni aspetto della propria vita in maniera ossessivamente precisa. Sua sorella Cyril lo aiuta a condurre la sartoria, svolgendo un ruolo predominante nella sua carriera e nella sua esistenza. L'uomo ama attorniarsi di belle donne, che frequenta finché esse non reclamano la sua attenzione, totalmente indirizzata al lavoro.
Un giorno, dopo un importante lavoro, Reynolds si reca nella sua abitazione di campagna, e nel paese incontra Alma, una giovane e bella cameriera che lo affascina. Reynolds la sceglie come propria modella, musa ispiratrice e compagna di vita, portandola a vivere con sé nella sartoria. Qui la ragazza viene inizialmente osteggiata da Cyril, che la ritiene una delle tante conquiste del fratello; successivamente, grazie al suo carattere determinato, guadagna il rispetto della donna e diventa parte integrante del processo creativo.
Inizialmente Alma è felice della sua vita, ma ben presto viene soggiogata dalla personalità complessa di Reynolds: quanto più lei si innamora, più lui si isola e trova fastidiose le sue attenzioni. Dopo che lei fa di tutto per organizzare una romantica cenetta a due, lui le critica le modalità di preparazione dei cibi e le dice di non tollerare alcuna deviazione dalla perfetta abitudine sulla quale imposta la sua vita. Alma, umiliata, pianifica una vendetta: aggiunge al tè di Reynolds un estratto di funghi velenosi.
Reynolds, che mostra i primi sintomi dell'intossicazione, cade su un abito da sposa confezionato per una principessa belga, rovinandolo; lo stilista cade preda di febbre e allucinazioni durante le quali vede lo spettro di sua madre con indosso il primo abito che lui abbia mai creato. Alma si prende cura di lui, e contemporaneamente aiuta le sarte a terminare l'abito da sposa, all'interno del quale trova una fettuccia ricamata con scritto "nessuna maledizione". Capisce che Reynolds inserisce messaggi nei vestiti, o parti di oggetti; lui stesso indossa una giacca in cui ha inserito una ciocca di capelli della madre, come se il contatto sulla pelle potesse influenzare le esistenze, come un talismano o il suo opposto, una fattura. Quando guarisce, l'uomo si rende conto di non poter più fare a meno della devozione di Alma che lo ha assistito e curato con amore, così per la prima volta le dice di amarla e le chiede di sposarlo. La ragazza, inizialmente dubbiosa, subito dopo acconsente al matrimonio.
Il rapporto tra i due novelli sposi è inizialmente felice, ma ben presto i due tornano a una vita di litigi e prevaricazioni reciproche, con Alma che vorrebbe uscire e divertirsi assieme a suo marito e Reynolds totalmente dedito al proprio lavoro. A seguito della perdita di alcuni affari, Reynolds si confessa con Cyril attribuendo a sua moglie la colpa, chiedendosi se non sia arrivato il momento di mandarla via. Alma assiste a questa conversazione, impassibile.
Pochi giorni dopo serve al marito una pietanza ripiena di funghi velenosi. Quando l'uomo la assaggia, lei gli rivela il suo piano: lo vuole indebolire momentaneamente allo scopo di averlo sotto controllo e potersi prendere cura di lui, per poi tornare a essergli sottomessa quando lui sarà guarito. Reynolds capisce che la pietanza è avvelenata ma inghiotte ugualmente il boccone, accettando al contempo il continuo alternarsi del rapporto vittima-carnefice propostogli da Alma. Alma assiste Reynolds durante la sua guarigione, immaginando un futuro sereno con un figlio e la gestione congiunta degli affari; la donna comprende che la loro relazione sarà sempre difficile, ma il loro amore prevarrà, anche grazie all'accordo silenzioso che intercorre tra i due.

## Produzione

### Sviluppo
Il 2 giugno 2016, è stato annunciato che Paul Thomas Anderson avrebbe diretto, a partire da una propria sceneggiatura, un film ambientato nell'industria della moda londinese degli anni cinquanta, con Daniel Day-Lewis come protagonista.
Megan Ellison ha prodotto il film attraverso la sua Annapurna Pictures, insieme a JoAnne Sellar e ad Anderson stesso. L'8 settembre, Focus Features ne ha acquistato i diritti di distribuzione statunitensi, mentre Universal Pictures quelli internazionali. Nel tardo gennaio del 2017, Lesley Manville, Richard Graham e Vicky Krieps sono entrati nel cast. I costumi sono stati realizzati da Mark Bridges, alla sua ottava collaborazione con il regista, mentre lo scenografo del film è stato Mark Tildesley.

### Riprese
Le riprese del film sono iniziate a Lythe, nel North Yorkshire inglese, nel gennaio del 2017, sotto il titolo di lavorazione di Woodcock. Nonostante Anderson fosse stato indicato come direttore della fotografia del film nel giugno del 2017, nel novembre dello stesso anno il regista californiano ha smentito la notizia. Anderson infatti, vista l'impossibilità dei suoi collaboratori principali Robert Elswit e Mihai Mălaimare Jr. di partecipare al progetto, ha lavorato sul set assieme a diverse persone, definendo la fotografia del film "completamente frutto di un lavoro di gruppo" e che perciò il film sarebbe stato privo di un direttore della fotografia accreditato.

## Colonna sonora
La colonna sonora del film è stata composta da Jonny Greenwood, alla sua quarta collaborazione con il regista dopo Il petroliere (2007), The Master (2012) e Vizio di forma (2014), ed eseguita dalla London Contemporary Orchestra. Greenwood, per la sua opera, fu premiato con la candidatura all'Oscar, la prima del compositore inglese.

## Distribuzione
Il film ha avuto una distribuzione limitata nelle sale statunitensi a partire dal 25 dicembre 2017 a cura di Focus Features.
In Italia, il film è stato distribuito da Universal Pictures a partire dal 22 febbraio 2018.

## Accoglienza
Acclamato all'unanimità dalla critica, sull'aggregatore Rotten Tomatoes il film riceve il 91% delle recensioni professionali positive, con un voto medio di 8,47 su 10 basato su 342 critiche, mentre su Metacritic ottiene un punteggio di 90 su 100 basato su 51 critiche. Nel 2017 il sito National Board of Review l'ha classificato come uno dei 10 migliori film dell'anno.

## Riconoscimenti
- 2018 - Premio Oscar
  - Migliori costumi a Mark Bridges
  - Nomination per il miglior film
  - Nomination per il miglior regista a Paul Thomas Anderson
  - Nomination per il miglior attore protagonista a Daniel Day-Lewis
  - Nomination per la miglior attrice non protagonista a Lesley Manville
  - Nomination per la migliore colonna sonora a Jonny Greenwood
- 2018 - Golden Globe[19]
  - Nomination per il miglior attore in un film drammatico a Daniel Day-Lewis
  - Nomination per la migliore colonna sonora originale a Jonny Greenwood
- 2017 - National Board of Review Awards[20]
  - Migliori dieci film dell'anno
  - Miglior sceneggiatura originale a Paul Thomas Anderson
- 2017 - New York Film Critics Circle Awards[21]
  - Miglior sceneggiatura originale a Paul Thomas Anderson
- 2017 - San Diego Film Critics Society Awards[22][23]
  - Migliori costumi a Mark Bridges
- 2017 - Chicago Film Critics Association[24]
  - Nomination per il miglior attore a Daniel Day-Lewis
  - Nomination per la miglior attrice a Vicky Krieps
  - Nomination per la miglior attrice non protagonista a Lesley Manville
  - Nomination per la miglior sceneggiatura originale a Paul Thomas Anderson
  - Nomination per la miglior direzione artistica a Mark Tildesley e Véronique Melery
  - Nomination per la miglior colonna sonora a Jonny Greenwood
- 2018 - Critics' Choice Awards
  - Nomination per il miglior attore a Daniel Day-Lewis
  - Nomination per la migliore scenografia
  - Nomination per i migliori costumi a Mark Bridges
  - Nomination per la miglior colonna sonora a Jonny Greenwood
- 2017 - Boston Society of Film Critics[25]
  - Miglior film
  - Miglior regista a Paul Thomas Anderson
  - Miglior colonna sonora a Jonny Greenwood
  - Nomination per la migliore attrice a Vicky Krieps
- 2018 - Satellite Award
  - Nomination per il miglior attore a Daniel Day-Lewis
  - Nomination per i miglior costumi
  - Nomination per la migliore scenografia
- 2019 - Premio Goya
  - Nomination per il miglior film europeo